# Rabbits' Hill pt. 1
Rabbits' Hill Pt.1 è il terzo album in studio del gruppo musicale power metal italiano Trick or Treat, pubblicato nel 2012.
Il disco è un concept album, basato sul libro Watership Down di Richard Adams. La seconda parte dal concept, Rabbits' Hill pt. 2, è stata pubblicata nel luglio 2016. Il lavoro nel suo complesso fu considerato da Metal Hammer come uno dei migliori 10 dischi di heavy metal italiano del decennio

## Tracce
1. Dawn of Times – 0:44
2. Prince With a 1000 Enemies (ospite alla voce Andre Matos) – 4:09
3. Spring in the Warren – 2:09
4. Premonition – 4:35
5. Wrong Turn – 4:39
6. False Paradise – 4:35
7. Between Anger and Tears – 5:12
8. Rabbits' Hill – 5:25
9. The Tale of Rowsby Woof – 3:15
10. SassoSpasso – 1:21
11. I'll Come Back for You – 5:10
12. Bright Eyes – 5:11

### Tracce bonus edizione giapponese
1. Hampshire Landscape – 3:28
2. Prince with a 1000 Enemies (versione cantata interamente da Andre Matos)) – 4:12

## Formazione
- Alessandro Conti - voce
- Guido Benedetti - chitarra
- Luca Cabri - chitarra
- Leone Villani Conti - basso
- Luca Setti - batteria

### Ospiti
- Andre Matos, ex Angra
- Fabio Dessi degli Arthemis
- Damnagoras degli Elvenking
- Sonia Piacentini